# 古塔区
古塔区（ことう-く）は中華人民共和国遼寧省錦州市に位置する市轄区。

## 行政区画
10街道弁事処を管轄する。
- 街道弁事所：天安街道、石油街道、北街街道、敬業街道、保安街道、南街街道、饒陽街道、站前街道、士英街道、鐘屯街道